# Kesha
Kesha Rose Sebert, mer känd som Kesha (uttalat [ˈkɛʃə], tidigare stiliserat som Ke$ha), född 1 mars 1987 i Los Angeles i Kalifornien, är en amerikansk sångerska, rappare och låtskrivare. Hon har varit aktiv i musikindustrin sedan 2005 då hon började sjunga bakgrundssång och skriva låtar till andra artister. Hon fick sitt genombrott i januari 2009 då hon var med som gästartist på Flo Ridas hitsingel "Right Round". Hennes debutsingel, "Tik Tok", släpptes i augusti 2009 och toppade topplistor i elva länder. Debutalbumet, Animal, släpptes i januari 2010 och debuterade i topp på den amerikanska listan. I september hade Kesha sålt två miljoner album globalt.
Keshas andra studioalbum hette Cannibal och hennes tredje studioalbum, Warrior, släpptes i november 2012 och blev tillsammans med singeln "Die Young" en fortsatt kommersiell framgång.

## Liv och karriär

### Uppväxt
Kesha föddes i Los Angeles i Kalifornien. Hennes mor, Pebe Sebert vars föräldrar emigrerade från Ungern 1913, var sångerska och låtskrivare. Pebe var en ensamstående mor och hade problem med ekonomin. De var tvungna att förlita sig på socialbidrag och mat från Supplemental Nutrition Assistance Program för att klara sig. När Pebe uppträdde på scen var hon ofta tvungen att titta till Kesha, som då var ett spädbarn. Kesha växte upp utan sin far och vet inte vem han är. 1991 flyttade Pebe med familj till Nashville i Tennessee efter att ha säkerställt ett förlagsavtal. Hon tog ofta med Kesha och bröderna, Logan och Louis, till inspelningsstudion och uppmuntrade Kesha att sjunga. Pebe lärde också Kesha att skriva låtar och de skrev ofta efter skolan.
2004 var familjen Sebert värdfamilj för Paris Hilton och Nicole Richie på realityserien The Simple Life. Kesha beskrev sig själv som "väldigt flitig", och gick på International Baccalaureate-programmet. Efter skolan brukade hon köra till Belmont University och lyssna på föreläsningar om Kalla kriget och fick "nästan perfekta" resultat på SAT-testen. Hon hoppade av Brentwood High School när hon var sjutton år och fick sitt GED-diplom senare. Hon hoppade av när Dr. Luke och Max Martin övertygade henne att flytta till Los Angeles för att bli artist. Luke och Martin var imponerade över Keshas demoskivor som de hade fått tag i när Pebe hade gett de till Samanta Cox på Broadcast Music Incorporated.

### 2005–2009: Tidig karriär
När hon var arton signerade hon med Dr. Lukes skivbolag och musikdistribution. Sex månader efter att Paris Hilton besökte henne erbjöd Luke Kesha att sjunga bakgrundssång i Hiltons låt "Nothing in This World". 2006 signerade Kesha med David Sonenbergs ledningsföretag, DAS Communications Inc. och pratade nästan inte mer med Luke. DAS jobb var att få ett skivkontrakt åt Kesha från ett större skivbolag inom ett år i utbyte mot tjugo procent av hennes inkomst. Hon hade även valet att sluta om företaget misslyckades. Under tiden på företaget arbetade hon med låtskrivare och producenter och skrev The Veronicas låt "This Love" med Toby Gad.
Medan hennes musik spelades på tv-program arbetade Kesha som en servitris för att tjäna pengar. Två år efter att hon flyttat till Los Angeles beslöt hon sig för att artisten Prince skulle producera hennes musik. Hon bröt sig in i hans hus och blev utslängd av vakterna, men hon hann lämna sin demoskiva. 2008 medverkade hon i Katy Perrys musikvideo till "I Kissed a Girl" och sjöng bakgrundssång på Britney Spears låt "Lace and Leather". DAS kontaktade Kara DioGuardi som ville att Kesha skulle skriva kontrakt med Warner. Avtalet blev inte av på grund av Keshas kontrakt med Dr. Luke. I september avbröt hon sitt avtal med DAS och återförenades med Luke.
Tidigt 2009 fick Kesha igenkännande i media när hon medverkade på Flo Ridas hitsingel "Right Round". Kesha kallade samarbetet "en olyckshändelse" eftersom hon hade gått till studion när Flo Rida och Luke spelade in musik. Flo Rida behövde en kvinnlig röst i låten och Luke föreslog Kesha. Flo Rida gillade resultatet så mycket att de spelade in två låtar till. Kesha är dock inte krediterad för sin medverkan på "Right Round" och hon fick inte betalt för arbetet. Hon vägrade att medverka i musikvideon och förklarade i en intervju att "om man vill bli en berättigad artist är det viktigare vad man säger nej till. Jag visste att han ville ha mig som någon sexbomb, skaka rumpan eller något sånt."
Senare skrev hon ett fleralbumskontrakt med RCA Records genom Lukes bolag. Innan detta hade hon blivit begärd av Lava Records och Flo Ridas skivbolag, Atlantic Records. RCA märkte hennes starka följande till media när de förhandlade kontraktet och förlitade sig då på viral marknadsföring för debutsingeln "Tik Tok". Singeln kunde laddas ner gratis i juli 2009. I augusti släpptes den digitalt och skickades ut till radiostationer två månader senare. Hon gjorde sin scendebut på Lollapalooza och prydde omslaget på Women's Wear Daily samma månad singeln utgavs. Hon skrev titellåten på Miley Cyrus EP The Time of Our Lives och medverkade på Pitbulls album.

### 2009–2011:AnimalochCannibal

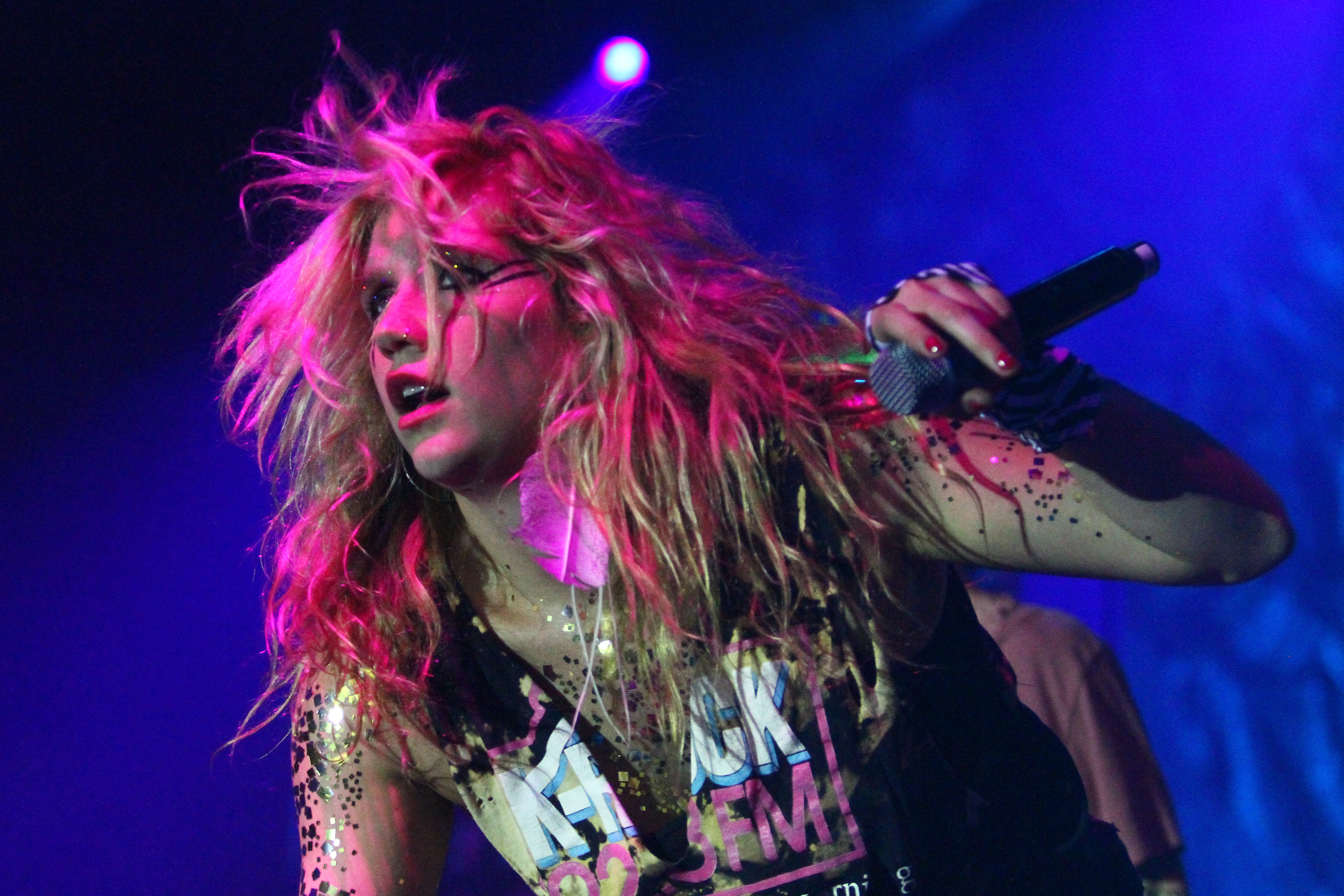
Kesha i oktober 2010.

Keshas debutalbum, Animal, släpptes i januari 2010 och fick blandade recensioner från musikkritiker. Rolling Stone summerade albumet som "repulsiv, motbjudande och fånigt fastnande". Albumet debuterade i topp på Billboard 200 med 152 000 sålda exemplar. "Blah Blah Blah" debuterade i topp tio i USA, Kanada, Australien och Nya Zeeland samma vecka som albumets debut på grund av många nedladdningar. "Tik Tok" hade redan toppat listor i elva länder och slagit olika rekord i USA. "Your Love Is My Drug" och "Take It Off" nådde också topp tio på Billboard Hot 100. I mars hade Animal sålt en miljon exemplar globalt och låtarna hade sålt åtta miljoner nedladdningar. I september hade hon sålt ytterligare en miljon album. I maj medverkade Kesha på två andra topp-tiosinglar av Taio Cruz och 3OH!3. Dr. Luke hade rekommenderat Kesha för Cruz och de spelade in låten "Dirty Picture" för Cruz album Rokstarr.
I maj 2010 stämde Keshas förra föreståndare på DAS Communications Inc. henne på 14 miljoner dollar och ville ha ytterligare 12 miljoner från Luke. Kesha höll i en välgörenhetskonsert den 16 juni 2010 som gick till offer för översvämningen i Nashville, Tennessee i maj. Hon samlade in närmare 70 000 dollar och donerade 450 kg hundmat till ett djurhem för husdjur som övergetts i översvämningen.
Under sommaren 2010 var Kesha förband för Rihanna på turnén Last Girl on Earth. Animal återutgavs i november med EP-skivan Cannibal. Den första singeln, "We R Who We R", debuterade i topp på Billboard Hot 100 tre veckor innan EP-skivan släpptes. Cannibal debuterade som nummer femton på Billboard 200 med 74 000 sålda exemplar. Våren 2011 startar Keshas första egna turné, Get Sleazy Tour, som besöker USA och Australien.

### 2012:Warrior
Keshas andra studioalbum, Warrior, släpptes den 30 november 2012. Det uppnådde sjätte plats på Billboard 200 med 85,000 sålda exemplar, och blev tillsammans med singeln "Die Young" en fortsatt kommersiell framgång. Som uppföljarsingel valdes "C'Mon", utgiven den 7 januari 2013 med något blygsammare listframgångar. Senare under 2013 släpps albumet Lipsha, inspelat tillsammans med rockbandet The Flaming Lips.

### 2017-framåt: Rainbow
Kesha gjorde comeback 2017 med låten ''Praying''. Det tredje studioalbumet Rainbow släpptes 11 augusti samma år.

## Image och stil

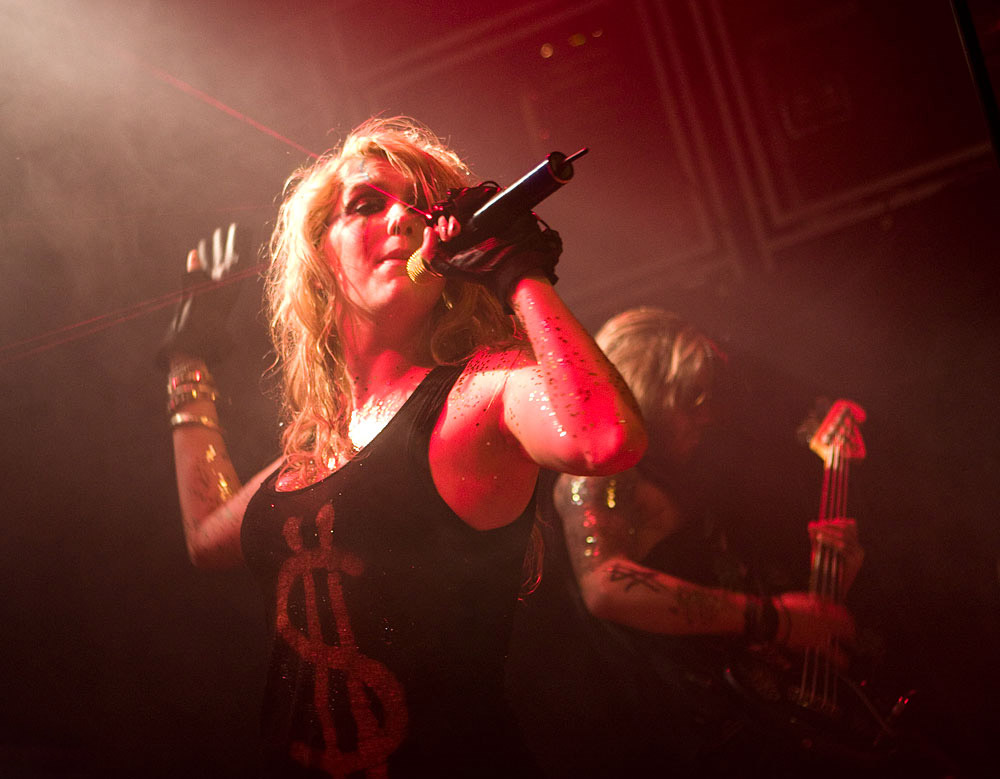
Kesha i januari 2010.

Kesha har uppmärksammats för sin image, men hon tycker att kritiker bör titta bortom hennes image och sa: "Jag har jobbat med att förverkliga min dröm, min väg, mitt uppdrag, i flera år. Jag har verkligen satsat en hel del tankar, tid och möda på det. [...] Jag tycker det är en besvikelse när folk inte representerar det ordentligt, när de framställer mig som helt endimensionell." Dollartecknet i hennes artistnamn var egentligen ironiskt eftersom hon "faktiskt [står] för det motsatta mot att lägga tonvikten på pengar."
Keshas stil omfattar rufsigt hår, suddigt smink och en klädstil som hon beskriver som "garbage-chic". Stilen kommer ursprungligen från när hon var fattig och försökte se så bra ut som möjligt på en liten budget. Hennes scensminkning kännetecknas via kroppsglitter och den dramatiska sminkningen på höger öga, vilket inspirerades av A Clockwork Orange. 2010 rankades Kesha som nummer femtiosex på "Hot 100"-listan över "världens vackraste kvinnor" av tidningen Maxim.

### Teman och musikstil
Kesha har angett Beck, Queen, Madonna, Johnny Cash, Aaron Neville, Bob Dylan, Beastie Boys, The Damned, Velvet Underground, Talking Heads och Blondie som inspirationer. Kesha angav också Dylans album Nashville Skyline som sitt favoritalbum och kallade sitt debutalbum Animal en hyllning till Beastie Boys album Licensed to Ill. Hon har varit med och skrivit varje låt på sitt album och pratade om sitt beslut att göra popmusik i en intervju: "Folk blir så pretentiösa om popmusik så jag känner att jag kämpar en kamp. Mitt album är ärligt och kul. Det är en hyllning till ungdomen och liv och att gå ut och vara galen."
Kesha menar att albumet har en rockig känsla och enkla låttexter baserade på sina livserfarenheter och influerade av den berättande stilen från countrymusik. Hon har uppmanat kritiker att inte ta hennes låttexter för seriöst. Hon blev kritiserad för "Tik Tok" för att hon nämnde att borsta tänderna med Jack Daniel's-whiskey. Hon sa: "Alla blev verkligen förolämpade av det. Men kom igen, borsta tänderna med Jack Daniel's: vilken tjej gör det? Folk säger, 'Vill du verkligen förespråka att borsta tänderna med bourbon?' [Och] jag säger: 'Ja, faktiskt, det gör jag, varje dag, för alla. Speciellt åttaåringar.' Jag menar, vad pratar du om? Naturligtvis gör jag det inte. Kom igen." Kesha ogillar sättet vissa män sjunger om kvinnor i sina låtar och hur de objektifierar kvinnor i musikindustrin. I låtarna "Blah Blah Blah" och "Boots and Boys" sjunger hon om män som de brukar sjunga om kvinnor. Musikstilarna på Animal varierar från danspop till electropop. Albumet innehåller danslåtar, elektroniska ballader och låtar med gitarriff.

### Röst
Kesha använder sig av en sångstil där hon sjunger och rappar, vilket hade börjat som ett skämt. New York Times sa att "Tik Tok" representerade "den kompletta och smärtfria införlivningen av en vit kvinnlig rappare inom popmusik". Los Angeles Times jämförde hennes sångstil med L'Trimm och Salt-n-Pepas. Kesha har dock blivit kritiserad för att hon använder Auto-Tune och vocoders för att förvränga rösten på sina låtar. Billboard sa att den bearbetade rösten "gjorde det svårt att avgöra om Kesha faktiskt kan sjunga."

## Diskografi
- 2010 – Animal
- 2010 – Cannibal
- 2012 – Warrior
- 2017 – Rainbow

## Turnéer
- Get Sleazy Tour (2011)
- Warrior Tour (2013)

## Priser och utmärkelser
| År   | Nominerat verk         | Ceremoni                | Pris                                     | Resultat  |
| ---- | ---------------------- | ----------------------- | ---------------------------------------- | --------- |
| 2010 | Kesha                  | American Music Awards   | Årets artist                             | Nominerad |
| 2010 | Kesha                  | American Music Awards   | Kvinnlig favoritartist                   | Nominerad |
| 2010 | Kesha                  | Eska Awards             | Årets bästa nya artist                   | Vinst     |
| 2010 | Kesha                  | MTV Europe Music Awards | Bästa nya akt                            | Vinst     |
| 2010 | Kesha                  | MTV Europe Music Awards | Bästa pushakt                            | Nominerad |
| 2010 | Kesha                  | MTV Video Music Awards  | Bästa nya artist                         | Nominerad |
| 2010 | "Tik Tok"              | MTV Video Music Awards  | Bästa kvinnliga video                    | Nominerad |
| 2010 | "Tik Tok"              | MTV Video Music Awards  | Bästa popvideo                           | Nominerad |
| 2010 | "My First Kiss"        | MTV Video Music Awards  | Bästa samarbete                          | Nominerad |
| 2010 | "Tik Tok"              | MuchMusic Video Awards  | Årets internationella video — artist     | Nominerad |
| 2010 | "Tik Tok"              | MuchMusic Video Awards  | Internationella video — din favorit      | Nominerad |
| 2010 | Kesha                  | People's Choice Awards  | Favoritgenombrottsartist                 | Oklart    |
| 2010 | Kesha                  | People's Choice Awards  | Favoritpopartist                         | Oklart    |
| 2010 | "Your Love is My Drug" | People's Choice Awards  | Favoritlåt                               | Oklart    |
| 2010 | Kesha                  | Teen Choice Awards      | Choice Music: Kvinnliga artist           | Nominerad |
| 2010 | Kesha                  | Teen Choice Awards      | Choice Music: Genombrottsartist — Kvinna | Nominerad |
| 2010 | Kesha                  | Teen Choice Awards      | Choice Summer Music Star: Kvinna         | Nominerad |
| 2010 | Animal                 | Teen Choice Awards      | Choice Music: Album — Pop                | Nominerad |
| 2010 | "Your Love Is My Drug" | Teen Choice Awards      | Choice Music: Singel                     | Nominerad |
| 2010 | "Your Love Is My Drug" | Teen Choice Awards      | Choice Summer Music: Låt                 | Nominerad |
| 2010 | Kesha                  | World Music Awards      | Bästa nya artist                         | Nominerad |